# Илинский, Януш Станислав
Граф Я́нуш Стани́слав Или́нский (точнее Илиньский, пол. Janusz Stanisław Iliński; 1765, Романов (ныне Житомирская область, Украины) — 26 июля 1792 близ Маркушува) — польский генерал-майор, генеральный инспектор кавалерии Королевства Польского, королевский камергер.

## Биография

Герб Лис

Шляхтич герба Лис. Сын Яна-Каэтана Илинского, старосты житомирского (с 1753), владельца имения Романов, основавшего в 1761 году бернардинский монастырь в Житомире. Брат Августа Илинского, действительного тайного советника, сенатора, действительного камергера Российской империи.
В 1785 году стал камергером короля Станислава Августа Понятовского.
Купил место ротмистра в 12 хоругви второй бригады Польской Национальной кавалерии.
В июне 1789 года в возрасте 24-х лет был назначен генеральным инспектором кавалерии.
Избранный в 1790 году депутатом (послом) от киевского воеводства, участвовал в работе Четырёхлетнего сейма (1788—1792). Сторонник принятия Конституции 3 мая 1791 года, член «Собрания друзей правительственной конституции».
Во время Русско-польской войны (1792) входил в состав Генерального штаба Вооруженных Сил Речи Посполитой.
В ходе боевых действий против русской армии в 1792 году прибыл в штаб князя Юзефа Понятовского, командующего корпусом польской армии, действовавшей на Украине. Погиб в стычке с казаками под Маркушувым .

## Награды
- Орден Святого Станислава
- Орден Белого орла (1790)